# ابن المدبر
أبو إسحاق إبراهيم بن محمد بن عبيد الله ابن المدبر (811 – 893) (195 – 279 هـ)، وزير، من الكتاب المترسلين الشعراء. من أهل بغداد. تولى ولايات جليلة. واستوزره المعتمد العباسي لما خرج من سامراء يريد مصر سنة 269 هـ. وتوفي ببغداد متقلداً (ديوان الضياع) للمعتضد.